# 雅各布山

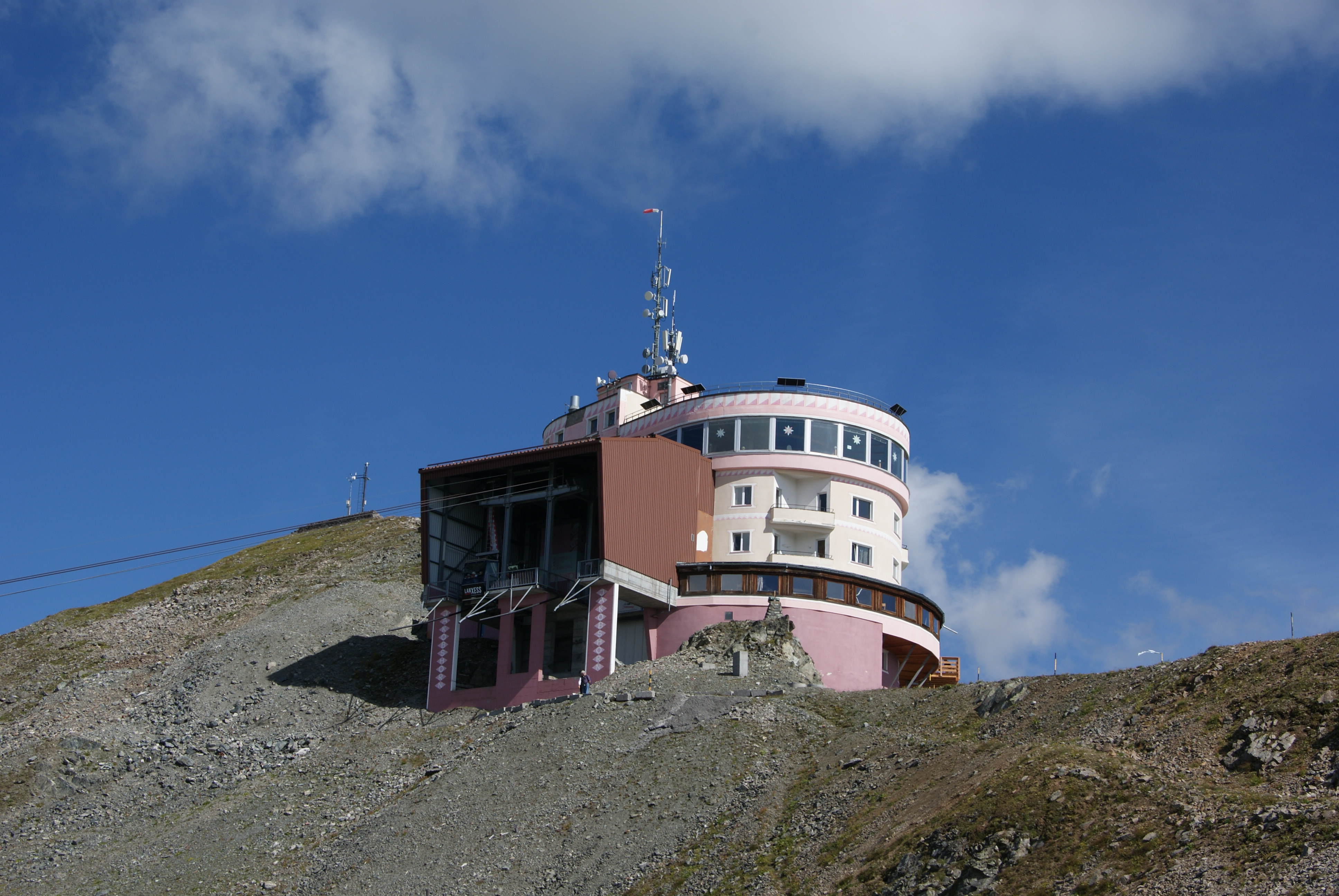
雅各布山

雅各布山（Jakobshorn）是位於瑞士東南部阿爾布拉山脈的一個山峰。雅各布山是達沃斯克洛斯特斯山區的五個滑雪區之一，擁有14條滑雪道，並且很受新手歡迎。

## 外部連結
- Official website
- Jakobshorn on Hikr （页面存档备份，存于）